# Учас
Учас — посёлок в Междуреченском городском округе Кемеровской области России. Входил в состав Ортонского сельсовета (сейчас — Ортонское территориальное управление).

## История
В 1989 году из части территории Новокузнецкого района был образован Междуреченский район Кемеровской области, включавший три сельсовета: Майзасский, Ортонский и Тебинский. 

## География
Учас расположен в юго-восточной части Кемеровской области и находится на берегу Ортон, примыкая к пос. Ортон. Уличная сеть не развита.

## Население
| 2010 |
| ---- |
| 50   |

Национальный состав
Согласно результатам переписи 2002 года, в национальной структуре населения шорцы составляли 100 % от общей численности населения в 87 жителей.

## Инфраструктура
Личное подсобное хозяйство.

## Транспорт
Просёлочные дороги.